# Догри
Догри або догра (гінді डोगरा, урду ڈوگرا) — індоарійський народ на півночі Індії, друга за величиною після кашмірців етнічна група штату Джамму та Кашмір. Вони складають більшість населення області Джамму.
Це прості й витривалі люди з відкритим серцем і хорошим почуттям гумору. Вони дали світові відомих воїнів і митців.

## Розселення

Область Джамму на мапі Джамму і Кашміру

Область Джамму — це один із трьох регіонів індійського штату Джамму та Кашмір. Вона складається з округів Джамму (англ. Jammu), Дода (англ. Doda), Катхуа (англ. Kathua), Кіштвар (англ. Kishtwar), Пунч (англ. Poonch), Раджоурі (англ. Rajouri), Рамбан (англ. Ramban), Ріясі (англ. Reasi), Самба (англ. Samba) і Удгампур (англ. Udhampur). Крім того, догри живуть у прилеглих районах Пенджабу (округи Ґурдаспур (англ. Gurdaspur) і Гошіярпур (англ. Hoshiarpur)), Гімачал-Прадеш (округи Чамба (англ. Chamba) і Канґра (англ. Kangra)) і на північному сході Пакистану (переважно в округах Сіялкот (англ. Sialkot) і Наровал (англ. Narowal) на півночі провінції Пенджаб, а також у межах Азад Кашміру, частини штату Джамму та Кашмір, що перебуває під контролем Пакистану).
Місто Джамму є зимовою столицею штату, тоді як його літня столиця Срінагар розташована в Кашмірській долині.
Країна догрів зветься Дуггар-Прадеш (англ. Duggar Pradesh), а Джамму — це офіційна назва регіону.
Область розташована серед південної частини Гімалайських хребтів, в горах Шивалік. Це край гір, густих лісів, річок і долин, родючих і безплідних земель, земля контрастів. Тут протікають річки Раві (англ. Ravi), Таві (англ. Tawi), Чинаб (англ. Chenab).
Північною межею області є хребет Пір-Панджал (англ. Pir-Panjal Range), на півдні від Дуггар-Прадеш розташований Пенджаб, на сході — Ладакх, на заході, за Індійським муром, — Пакистан.

## Чисельність
Індійська статистика не використовує категорії «народи» або «етнічні групи». Дані перепису містять 2001 року містять розподіл населення країни за мовою. Так мовою догрі на той час в Індії говорило 2 282 589 осіб, більшість, а саме 2 205 560 осіб, жила у штаті Джамму і Кашмір (21,74 % його населення), ще 18 777 осіб в штаті Гімачал-Прадеш, 18 034 особи в штаті Пенджаб.
Понад 800 тис. догрів живе в Пакистані.

## Мова
Говорять мовою догрі, яка належить до індоарійської групи, що включає більшість мов Північної Індії та Пакистану: гінді, урду, панджабі, маратхі, орія, бенгалі та ін.
У минулому догрі помилково вважалася одним із діалектів панджабі. За сучасною класифікацією вона належить до групи мов пагарі, поширених у передгір'ях Гімалаїв, серед яких непальська мова, мови кумаоні і гархвалі, а також мови західні пагарі, поширені переважно на території штату Гімачал-Прадеш. Всі мови пагарі мають багато спільних граматичних особливостей і лексичних одиниць. Найбільш близькою до догрі є мова кангрі, якою говорять на заході Гімачал-Прадешу. Мови кангрі і догрі класифікуються як діалекти однієї мови, проте кожна з них розвивається власним шляхом.
Особливості історичного розвитку обумовили наявність у мові догрі численних запозичень з фарсі та англійської.
2003 року мова догрі отримала статус однієї з офіційних мов Індії.
Догрі викладається в державних школах в області Джамму, в університеті Джамму (англ. Jammu University), нею ведуться програми радіо й телебачення.
Література догрі є досить молодою. Літературні твори цією мовою стали регулярно виходити лише починаючи з 40-х років XX ст. Використовується письмо деванаґарі.
Мова догрі займає доволі міцні позиції в місцевому суспільстві, вона домінує в усіх сферах життя. Всі догри володіють рідною мовою і ставляться до неї позитивно. Проте догрі уважається мовою простого народу, еліта догрів виявляє байдужість до рідної мови, навіть соромиться її. За своїм рівнем розвитку догрі значно поступається гінді, урду та панджабі, а за сферою використання на офіційному рівні в штаті Джамму та Кашмір — ще й кашмірі.

## Релігія
65 % догрів є індуїстами, 33 % мусульмани, 1,9 % сикхи.
За даними перепису населення 2011 року, релігійний склад населення області Джамму (за округами) був таким:
| Округ    | Населення | Індуїсти  | Індуїсти | Мусульмани | Мусульмани | Сикхи   | Сикхи | Інші   | Інші  |
| -------- | --------- | --------- | -------- | ---------- | ---------- | ------- | ----- | ------ | ----- |
| Джамму   | 1 529 958 | 1 289 240 | 84,3 %   | 107 489    | 7,0 %      | 114 272 | 7,5 % | 18 957 | 1,2 % |
| Дода     | 409 936   | 187 621   | 45,8 %   | 220 614    | 53,8 %     | 422     | 0,1 % | 1 279  | 0,3 % |
| Катхуа   | 616 435   | 540 063   | 87,6 %   | 64 234     | 10,4 %     | 9 551   | 1,5 % | 2 587  | 0,4 % |
| Кіштвар  | 230 696   | 93 931    | 40,7 %   | 133 225    | 57,7 %     | 450     | 0,2 % | 3 090  | 1,3 % |
| Пунч     | 476 835   | 32 604    | 6,8 %    | 431 279    | 90,4 %     | 11 188  | 2,3 % | 1 764  | 0,4 % |
| Раджоурі | 642 415   | 221 880   | 34,5 %   | 402 879    | 62,7 %     | 15 513  | 2,4 % | 2 143  | 0,3 % |
| Рамбан   | 283 713   | 81 026    | 28,6 %   | 200 516    | 70,7 %     | 753     | 0,3 % | 1 418  | 0,5 % |
| Ріясі    | 314 667   | 153 898   | 48,9 %   | 156 275    | 49,7 %     | 3 107   | 1,0 % | 1 387  | 0,4 % |
| Самба    | 318 898   | 275 311   | 86,3 %   | 22 950     | 7,2 %      | 17 961  | 5,6 % | 2 676  | 0,8 % |
| Удгампур | 554 985   | 489 044   | 88,1 %   | 59 771     | 10,8 %     | 3 418   | 0,6 % | 2 752  | 0,5 % |
| Всього   | 5 378 538 | 3 364 618 | 62,6 %   | 1 799 232  | 33,5 %     | 176 635 | 3,3 % | 38 053 | 0,7 % |

На території Пакистану майже всі догри є мусульманами.

## Історія

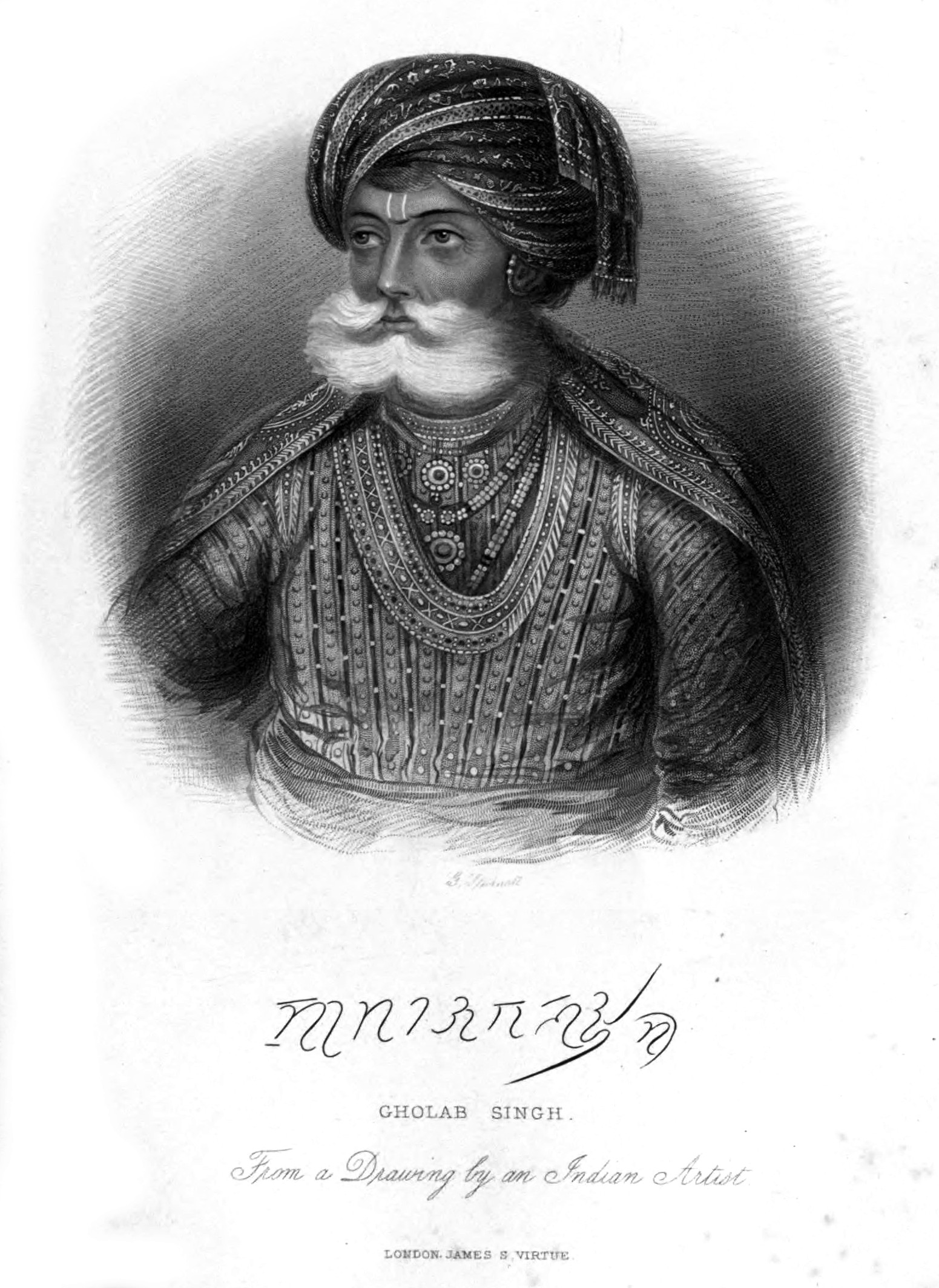
Магараджа Ґуляб Сінґх,
засновник династії Догра

У формуванні догрів брали участь різні індо-арійські народи.
Десь у III тис. до Р. Х. арії почали мігрувати із Середньої Азії до Індії. Врешті вони розселилися по всій Північній Індії від сучасного Пакистану до Бенгалії. Одна з арійських груп, що називалася кхасами (англ. Khashas), оселилася в гірських районах між Кашміром та Непалом. Кхаси говорили давньою індо-арійською мовою, близькою до санскриту.
Іншим важливим компонентом етногенезу догрів були раджпути. Це ще одна арійська група, яка мігрували в Індію близько VII ст. після Р. Х. Раджпути розселилися на території Пенджабу, Раджастану й Гуджарату й утворили багато невеликих, але сильних держав. Звідси вони повільно, але неухильно, мігрували в гірські райони Джамму й зливалися тут з місцевим населенням. Раджпути, що осіли на території Джамму, згодом стали відомі як догри.
На початку XIII ст. Північна Індія потрапляє під владу мусульман. Спочатку це був Делійський султанат (1206—1526), згодом імперія Великих Моголів (1526—1858). На початку XVIII ст. спостерігається занепад і швидкий розпад імперії Великих Моголів. Моголи втрачають владу над Пенджабом, Джамму, Кашміром.
У 1750-х роках область була завойована Ахмед-шахом Дуррані і тимчасово увійшла до складу афганської держави. Але 1819 року сикхи витіснили звідси афганців і приєднали Кашмір до Пенджабської держави Ранджит Сінґха.
В 40-х роках XIX ст. держава сикхів стала об'єктом експансії англійських колонізаторів. Під час першої англо-сикхської війни правитель сикхської області Джамму Гулаб Сінґх (1792—1857), перебуваючи в напружених стосунках із центральною владою, 1846 року виступив на боці англійців. Його зрада вирішила долю війни на користь Британської Ост-Індійської компанії.
В нагороду за підтримку англійці передали в управління Гулаб Сінґху територію Джамму та Кашміру. Було утворене тубільне князівство в складі Британської Індії на чолі з династією Догра, засновником якої став Гулаб Сінґх. Весь державний апарат князівства знаходився під контролем англійської адміністрації, а сам правитель (магараджа) перебував на британській королівській службі, маючи чин генерала британської армії. Догрська знать отримала з рук англійців політичну владу над усім Кашміром. Переважно з догрських раджпутів складалася армія й поліція князівства. Вони ж займали чинові посади, збирали податки з місцевого населення.
Після смерті Гулаб Сінґха магараджею Джамму та Кашміру став його син Ранбір Сінґх (1856—1885). Він багато уваги приділяв розвиткові мови та культури догрі. Мова догрі, поряд із перською, стає офіційною мовою князівства. Був розроблений варіант письма догрі такрі, написані й надруковані книжки мовою догрі, серед яких твори з права, медицини, військової справи, математики та інших наук, підручники тощо. Значну їх частину складали переклади з інших мов. На жаль, зі смертю Ранбір Сінгха догрі припинила свій розвиток, її місце офіційної мови зайняла урду, місцева мова увійшла в фазу зневаги й занепаду.
Після проголошення в 1947 році незалежності Індії й Пакистану князівство Джамму та Кашміру мало саме вирішити, до якої з країн воно належатиме. Всупереч бажанню більшості його населення, а це мусульмани, магараджа Харі Сінґх (1925—1952, номінально до 1961) підписав угоду про приєднання князівства до Індії. Після цього пакистанська армія окупувала північно-західні райони князівства. Це стало початком тривалого Кашмірського конфлікту між Індією та Пакистаном.
Формальне приєднання Джамму та Кашміру до Індії на правах окремого штату сталося 1954 року.
На жаль, регіон проживання догрів був розорений війною, що триває протягом багатьох років через територіальну суперечку між Індією та Пакистаном.

## Культура
Культура догрі є поєднанням культур різних каст і племен, які прийшли на територію Джамму зі своїм способом життя ритуалами й світоглядом. Сьогодні вже важко визначити, чий вплив став визначальним. Господарство догрів має багато спільних рис з господарством кашмірців, які так само є жителями гірських долин. Проте деякими елементами матеріальної культури та звичаями догри скоріше нагадують пенджабців.

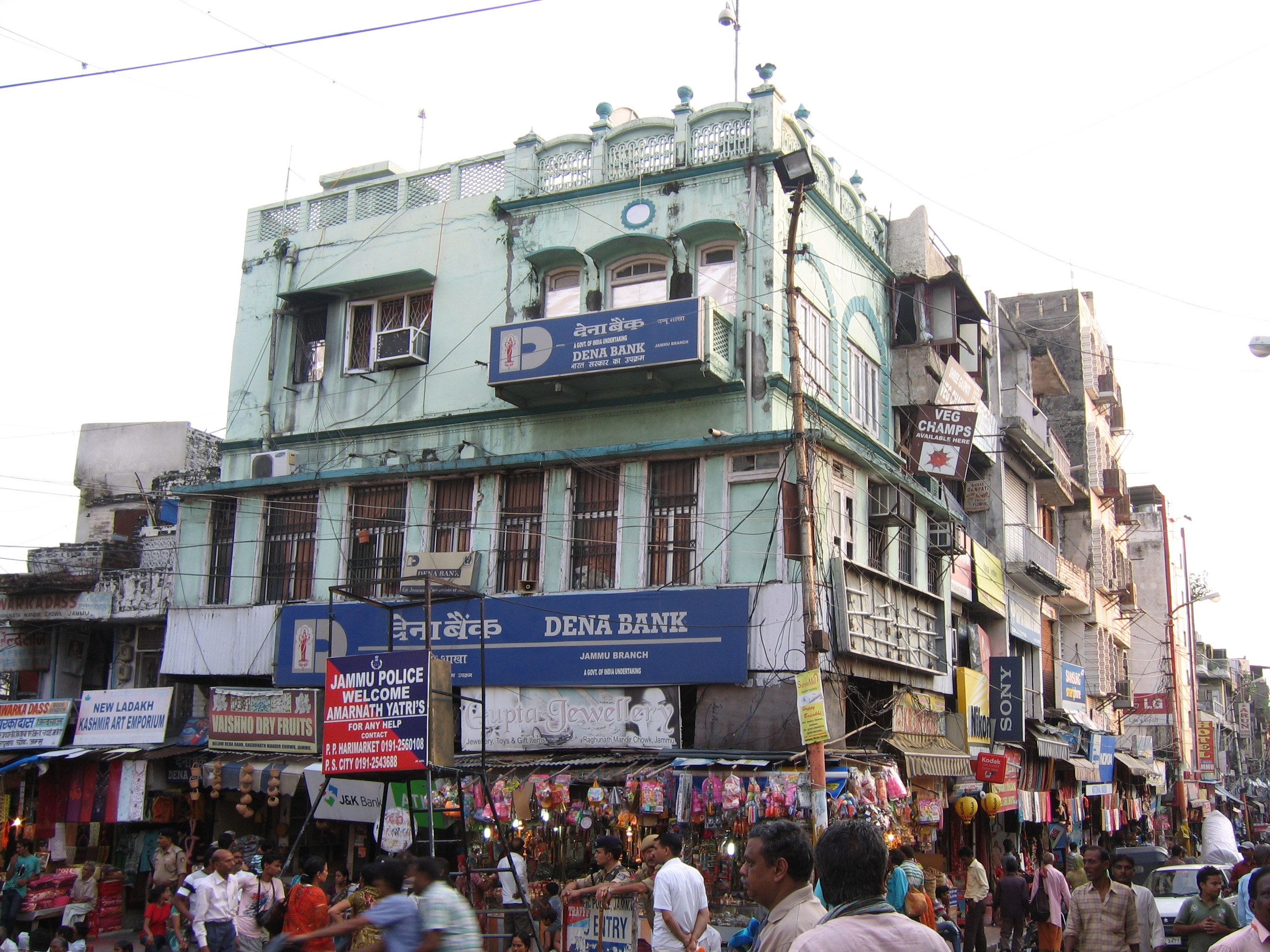
На вулицях міста Джамму

Догри дуже прив'язані до своєї землі, а ця земля дала світові видатних воїнів, митців, будівничих храмів і фортець.
Міська культура швидко змінюється, але на селі люди, як і раніше, дотримуються своїх старих традицій і численних ритуалів.

### Матеріальна культура
Основними заняттями догрів є землеробство, садівництво, скотарство, ремесло і торгівля. Економіка регіону заснована на сільському господарстві. Його напрямок обумовлений місцевими природними умовами, де родючі долини межують з густими лісами й безплідними гірськими скелями. Сільськогосподарські технології в Дуггар-Прадеші не надто просунулися, порівняно з прадавніми. Основними сільськогосподарськими роботами є оранка, сівба, полив земель, збирання врожаю. Оранка потребує великої рогатої худоби, без неї не можна зорати землю в горбистих районах.
Одяг догрів подібний до пенджабського. Чоловіки носять навипуск довгу вільну сорочку з розрізами на боках та вузькі штани (пайджама), які тісно застібають на щиколотках. На голову вдягають невеликий легкий тюрбан. За холодної погоди поверх сорочки вдягають шерстяну куртку, точніше, короткий жупан з розгорненими полами. Жіночий одяг майже нічім не відрізняється від чоловічого, але замість тюрбану жінки накидають на голову легку шаль (дупата).
Догри славляться своєю кухнею. Основними продуктами їх харчування є рис, пшениця, бобові, місцеві овочі. Страви смачні й дуже поживні. Улюблена страва догрів — аурія (Auria), її готують з кисляку та картоплі. Специфічними стравами кухні догрів є також кхата-меат (Khatta Meat, баранина з кислими зернами гранату або соком лайма, засмажена на відкритому вугіллі й просочена гірчичною олією), гхівар (Ghiwar, різновид хлібу, обсмажений на пряженому маслі), тхотру (Thothru, добре розім'яті ферментовані кульки, приготовані із сухих шматків пшеничного борошна, їх також обсмажують на пряженому маслі).

### Суспільство
Сім'я у догрів є патріархальною.
Спорідненість і сімейні стосунки є дуже важливими в місцевому суспільстві, вони допомагають людям у проведенні сільськогосподарський робіт, у торгівлі.
Раніше серед догрів була поширена велика сім'я, коли діди та прадіди жили разом зі своїми дорослими дітьми та внуками. Така спільна родина іноді могла нараховувати до 50-60 осіб. Вони жили дуже мирно, накази старших виконувались без обговорення. Залишки великої сім'ї зберігаються в сільській місцевості й досі. Але сьогодні люди живуть у великому суспільстві й родинні та сімейні стосунки стають менш важливими. Розмір сімей помітно зменшується. Багато догрів живуть малими сім'ями.
Значний вплив на життя догрів мають їх релігійні переконання. Більшість догрів є індуїстами, а індуїзм — це не просто не просто релігія, а й філософія, спосіб життя. Відповідно до його канонів побудована й кастова соціальна структура суспільства.
Існують заборони вкладання шлюбів між представниками різних каст. Поширена так звана гіпергамія, коли чоловіки можуть одружуватися на лише із жінками із власного середовища, а й з жінками із нижчих каст.
Найчисельнішою кастою серед догрів є раджпути, каста чиновників, землевласників і воїнів. В Джамму раджпути становлять привілейовану частину населення.
Брахмани (браміни) в Джамму в основному зайняті в сільському господарстві. Меншість серед них складає клас священників.
Касти недоторканих знаходяться на задвірках суспільства і, в силу свого соціального статусу, не змішуються з іншими групами населення. В Індії вони належать до числа зареєстрованих каст (англ. Schedule Castes), по них ведеться статистика. Так, за переписом населення 2011 року, в округах області Джамму проживало 358 893 представника касти мегвалів (мегх, Megh, Meghwal, Meghwar, Kabirpanthi, Kabirpanthi Julaha, майстри вишивки), 208 991 представник касти чамар (Chamar, Ramdasia, Chamar-Ravidas, Chamar-Rohidas, чинбарі за професією), 193 614 представників касти думів (Doom, Domba, Mahasha, Dumna, кочівники).
Невід'ємною частиною культури догрів є ярмарки та фестивалі. На землі догрів живуть в гармонії люди різних релігій. Ця гармонія зокрема виявляється у спільному відзначанні релігійних свят і в спільному використанні культових місць. Місцевий календар — це довгий ряд незліченних свят і фестивалів, присвячених різним божествам, святим, пророкам, а також порам року. Є місцеві, релігійні, сезонні й соціальні свята. Багато з них є спільними для більшості народів Індії. Святкові зібрання супроводжуються музикою, танцями, іграми, спортивними змаганнями. Раніше люди слухали також оповідання на історичні теми, про полювання, інші цікаві історії. Тепер віддають перевагу кіно й телебаченню.
Головні події в житті (народження, новосілля, вінчання, поховання тощо) пов'язані з виконанням відповідних церемоній.

### Творче мистецтво
Серед догрів мають популярність сценічне мистецтво, народні музика та танці, народний театр. Але найбільш поширеною формою творчості догрів є література.
Народна література з її багатовіковими традиціями складається з прозових (короткі розповіді, народні казки, прислів'я, загадки, ідіоми і т. д.) та віршованих (балади, вірші) форм. Вони присвячені різним аспектам життя народу, серед яких суспільні й міжособистісні відносини, виховання дітей, сільське господарство, підприємництво й торгівля, погода й пори року, здоров'я людини й народна медицина і т. д. Зміст народних пісень охоплює різноманітну тематику від кохання до героїзму й жертовності. Існує багато обрядових пісень.
Писемна література догрі є недавнім явищем. Тривале нехтування мови догрі й байдужість до неї з боку офіційної влади сформувало серед догрів почуття неповноцінності, коли йдеться про їх рідну мову. Догрі вважалася мовою грубих і некультурних. Освічені й високопоставлені догри соромились розмовляти догрі в громадських місцях. За таких умов група молодих письменників-ентузіастів об'єдналася в Догрі-Санстха (англ. Dogri Sanstha), спілку, метою якої стало формування й розвиток літератури догрі, а також прищеплення дограм почуття любові й гордості за свою рідну мову.
З цим завданням вони успішно впорались. У короткі терміни, протягом 1940-60-х років, була створена велика кількість творів в різних жанрах літератури. На регулярній основі учасники Догрі-Санстха в усіх районах Джамму і навіть у Делі давали вистави класичних і нових п'єс. Була проведена серія виставок мініатюрних картин школи догрі-пагарі, яка продемонструвала людям горду спадщину догрів. Стали виходити періодичні видання мовою догрі. Вийшли друком збірки народних пісень і казок догрів.
Прийшло визнання догрі й на офіційному рівні. У 1975 році в Університеті Джамму (англ. Jammu University) був створений Центр досліджень догрі (англ. Dogri Research Centre). Вийшли словники, підручники мовою догрі, ця мова була введена до системи навчання в штаті Джамму та Кашмір на усіх рівнях. Число авторів і частота публікацій мовою догрі зросла в багато разів. Але найбільший поштовх до розвитку мови й літератури мовою догрі надало включення її 2003 року до переліку офіційних мов Індії. Стався спурт у виданні книжок мовою догрі. Це вже була не лише праця письменників-ентузіастів. Державні установи розпочали переклад на догрі книжок знань у галузі науки, техніки й гуманітарних наук, зайнялись стандартизацією мови, підготовкою спеціалістів з викладання мови догрі, розробкою комп'ютерного програмного забезпечення та інструментів мовою догрі.
Догри добре відомі своїм малярством, архітектурою та ремеслами. Палаци в Рамнагарі (англ. Ram Nagar, округ Удхампур), Ріясі, Джасроті (англ. Jasrota) і Басоглі (англ. Basohli, Basholi) відомі своїми майстерними розписами на міфологічні теми. Місцева школа мініатюрного живопису склалася приблизно в останній чверті XVII ст., в її складі школи канґра (Kangra Kalam), чамба (Chamba Kalam), басоглі (Basohli Kalam), пунч (Poonch Kalam), джамму (Jammu Kalam). Найвідомішою школою є басоглі. Її виникнення датується початком XVIII ст. Видатні картини цієї школи зображують пустощі Крішни, сцени з Рамаяни, Махабхарати і т. д. Картини басоглі називають «віршами у кольорі» за свій надзвичайний ліризм. Через школу басоглі та інші картини догри внесли помітний вклад у розвиток живопису всієї Індії.

## Визначні догри

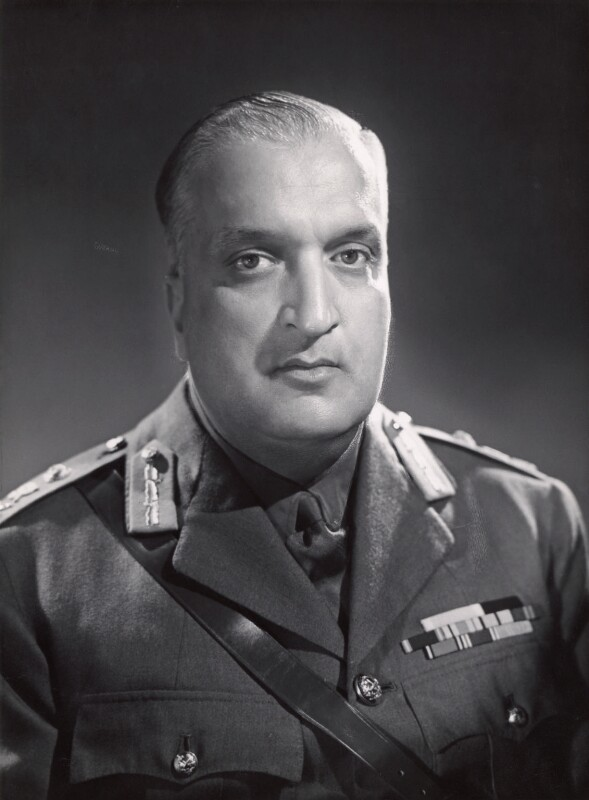
Гарі Сінґх — останній магараджа Джамму та Кашміру

- Ґуляб Сінґх (англ. Gulab Singh, 1792—1857) — фундатор династії Догра і перший магараджа Джамму та Кашміру (1846—1856).
- Зоравар Сінґх (англ. Zorawar Singh, 1786—1841) — візир (міністр) і полководець Ґуляб Сінґха, завойовник Ладакха, «індійський Наполеон»
- Ранбір Сінґх (англ. Ranbir Singh, 1830—1885) — другий магараджа Джамму та Кашміру (1856—1885).
- Гарі Сінґх (англ. Hari Singh, 1895—1961) — останній магараджа Джамму та Кашміру (1925—1952).
- Маліка Пакхрадж (англ. Malika Pukhraj, 1912—2004) — популярна пакистанська співачка, виконавиця газелей народних пісень.
- Рам Натх Шастрі (англ. Ram Nath Shastri, 1914—2009) — письменник, лексикограф, освітянин, «батько догрі».
- Алла Ракха (англ. Alla Rakha, 1919—2000) — індійський музикант, майстер гри на табла.
- Балрадж Пурі (англ. Balraj Puri, 1928—2014) — індійський журналіст і письменник.
- Вед Кумарі Ґхай (англ. Ved Kumari Ghai, нар. 1931) — професорка Університету Джамму, спеціаліст з мов санскрит, догрі, гінді.
- Шивкумар Шарма (англ. Shivkumar Sharma, нар. 1938) — індійський музикант, майстер гри на сантурі.
- Падма Сачдев (англ. Padma Sachdev, нар. 1941) — перша сучасна жінка-поет мовою догрі.
- Бхім Сінґх (англ. Bhim Singh, нар. 1941) — лідер партії Jammu and Kashmir National Panthers Party (JKNPP).
- Нірмал Чандер Відж (англ. Nirmal Chander Vij, нар. 1943) — генерал індійської армії.
- Моніка Доґра (англ. Monica Dogra, нар. 1982) — американська співачка індійського (догра) походження.